# Rui Silva (labdarúgó, 1994)
Rui Tiago Dantas da Silva (Águas Santas, 1994. február 7. –) portugál válogatott labdarúgó, a Sporting játékosa.

## Pályafutása

### Klubcsapatokban
2014. január 26-án mutatkozott be a Nacional első csapatában a Leixões ellen, a Ligakupában. Május 11-én a bajnokságban is bemutatkozott a Gil Vicente ellen. 2017. január 27-én a spanyol Granada csapatával írt alá négy és fél évre. Szeptember 6-án debütált a kupában a Real Zaragoza ellen 3–0-ra elvesztett mérkőzésen. December 2-án a bajnokságban is lehetőséget kapott a Rayo Vallecano ellen. A 2018–19-es szezonban a legjobb kapusnak választották meg a másodosztályban, és megkapta a Zamora-díjat. 2021. június 11-én ingyen szerződtette öt évre a Real Betis. Augusztus 14-én mutatkozott be az RCD Mallorca ellen 1–1-re végződő bajnoki találkozón. A 2021–22-es szezon végén kupagyőztes lett.
2025. január 14-én a Sporting csapatához igazolt 2028. június 30-ig.

### A válogatottban
Többszörös korosztályos válogatott, részt vett a 2013-as U19-es labdarúgó-Európa-bajnokságon. 2020. szeptember 5-én ülhetett először le a kispadra a horvát labdarúgó-válogatott ellen, de pályára nem lépett. 2021. május 20-án bekerült a 2020-as labdarúgó-Európa-bajnokságra utazó keretbe. Június 9-én mutatkozott be a felnőttek között Izrael ellen.

## Statisztika

### A válogatottban
2021. június 9-én frissítve.
| Nemzet     | Év       | Mérkőzés | Gól |
| ---------- | -------- | -------- | --- |
| Portugália | 2020     | 0        | 0   |
| Portugália | 2021     | 1        | 0   |
| Összesen   | Összesen | 1        | 0   |

## Sikerei, díjai

### Klub
- Real Betis
  - Spanyol kupa: 2021–22

### Egyéni
- Segunda División – Legjobb kapusa: 2018–19[6]
- Segunda División – Zamora-díj: 2018–19[5]